# アルコール先生海水浴の巻
『アルコール先生海水浴の巻』(アルコールせんせいかいすいよくのまき、By the Sea) は、1915年公開の短編サイレント映画。エッサネイ社による製作で、主演・監督はチャールズ・チャップリン。チャップリンの映画出演43作目にあたる。
作品は、コンメディア・デッラルテ調あるいはキーストン調と言っても通用しそうなドタバタものの一つである。

## あらすじ
風の強い海水浴場。行楽客（ビリー・アームストロング）と嫉妬深い男（バド・ジェイミソン）はアイスクリームをめぐって争いを繰り広げていた。その隙をついてチャーリーは嫉妬深い男の妻エドナ（パーヴァイアンス）に言い寄るが男に追い払われ、チャーリーは仕方なく行楽客の妻（マーギー・ライガー）に目をつけるのであった。

## 背景
『アルコール夜通し転宅』以来、チャップリンはエッサネイ社ナイルズ撮影所で製作を行っていた。ところがナイルズ撮影所は、撮影所を仕切っていたギルバート・M・アンダーソンの作品も製作しており、2人分の作品製作をするのには狭すぎたためチャップリンが新しい物件を求めてナイルズ撮影所を出ることとなった。その新しい物件が見つかるまでの間、製作ペースの維持のために全編ロケーションで製作されたのが、『アルコール先生海水浴の巻』である。
なお、このころからチャップリンは作品の製作に今まで以上に時間をかけるようになって封切の間隔は徐々に開くようになり、例えば次作の『チャップリンのお仕事』の公開は2か月後の1915年6月21日である。

## キャスト
- チャールズ・チャップリン - チャーリー
- ビリー・アームストロング - 行楽客
- マーギー・ライガー - 行楽客の妻
- バド・ジェイミソン - 嫉妬深い男
- エドナ・パーヴァイアンス - 嫉妬深い男の妻エドナ
- パディ・マグワイア - 屋台の主
- カール・ストックデール - 警官

ほか